# مستشفى الملك فهد بالهفوف
مستشفى الملك فهد بالهفوف هوالمستشفى الرئيسي في منطقة الأحساء شرق المملكة العربية السعودية. تعد المستشفى معتمدة من وزارة الصحة ممثلة في الوكالة المساعدة للصحة الوقائية ليكون مستشفى مرجعيا للاستجابة والتعامل مع الحوادث النووية والإشعاعية، وذلك ضمن مشروع تأهيل المستشفيات المرجعية للاستجابة للطوارئ النووية والإشعاعية.
تتكون المستشفى من 502 سرير، تم افتتاحه عام 1400 يقع بحي الصهيد بمدينة الهفوف ويعتبر مستشفى تحويليا ثانويا يرتبط به 62 مركزا صحيا للرعاية الاولية وستة مستشفيات، ويتوافر به جميع التخصصات الرئيسية وبعض التخصصات الفرعية وعدد من المراكز المتخصصة. ويتكون المستشفى من طاقم طبي متميز بالأطباء السعوديين وغير السعوديين وضم لاحقا مستشفى الأمير سلطان لجراحة القلب وقد أنشئ مؤخرا مبنى للطوارئ حيث كان يعرف قديما بين أهالي الأحساء باسم المحجر.

## أقسام المستشفى
1. العناية المركزة
2. الإسعاف والطوارئ
3. الباطنة
4. الجراحة
5. مركز غسيل الكلى
6. المسالك البولية
7. الأعصاب الباطنبة
8. جراحة الأعصاب
9. قسم الحروق
10. العظام
11. الأشعة
12. المختبر وبنك الدم
13. العلاج الطبيعي
14. الصيدلية
15. العيادات الخارجية
16. مركز السكري
17. العزل للأمراض المعدية والسارية
18. قسم العلاج الاشعاعي